# Fábio Nascimento de Oliveira
Fábio Nascimento de Oliveira, meglio noto come Fábio Guarú (Guarulhos, 3 settembre 1987), è un calciatore brasiliano, difensore dell'Albertirsa.